# カンベンしてちょ!
『カンベンしてちょ!』は、木村千歌による日本の漫画作品。『デザート』（講談社）が月刊化される前の『Kiss増刊 デザート』1997年第5号から連載開始。第3話が掲載された『デザート』1997年9月号から月刊化し、2003年3月号まで毎月連載されていた。単行本は全5巻。
第1巻には『Kiss増刊 デザート』1996年第2号に掲載された読切「図書準備室、22時。」、第2巻と第4巻には「カクゴしてちょ!」が併録されている。

## あらすじ
同じクラスのスガワラ君に片思いをしていたちー。ひょんなことからその想いが家族、友達、あろうことか本人にまでばれてしまった。成り行きで付き合うことになった2人の、性愛をふくめた恋愛模様が描かれる。

## 登場人物
川中島ちひろ（ちー）巨乳（Fカップ）なのが悩みの女子高生。そのためか巨乳を強調しないファッションを好む。スガワラの性格の最悪ぶりや浮気などに参ってはいるがスガワラの見た目がタイプなため惚れ込んでしまう。姉が使っていた2階の部屋に住むようになったが姉が非常に夜遊び上手なため外への出入り口が存在しはしごを使って出入り可能。しかし実態は親もちひろたちの交際は認めているためあまり出入り口の意味は薄い。
菅原聡（スガワラ）ちひろと同じクラスの男子。家は居酒屋。ちひろと性愛の関係は重ねていくが、素直に愛情を表現できない事に憤りを感じている。
藤木桂子（藤木さん）ちひろのライバル。スガワラが好きで巨乳では無いものの美人であり大胆な手を使ってスガワラに積極的にアピールしていた。スガワラの実家の居酒屋でバイトをする。後にちひろの友達になる。3年生で妊娠。（相手はスガワラではない）

## 書誌情報
- 木村千歌『カンベンしてちょ!』講談社〈講談社コミックスデザート〉全5巻
  1. 1998年8月5日発売[1]、ISBN 978-4-06-341029-7
  2. 1999年9月10日発売[2]、ISBN 978-4-06-341063-1
  3. 2000年10月11日発売[3]、ISBN 978-4-06-341105-8
  4. 2001年12月13日発売[4]、ISBN 978-4-06-341149-2
  5. 2003年03月11日発売[5]、ISBN 978-4-06-365209-3